# Heinrich Grüder
Johann Christoph Heinrich Grüderⓘ – niemiecki architekt, miejski radca budowlany działający w Bydgoszczy w latach 1871–1877, następnie miejski radca budowlany w Poznaniu.

## Działalność zawodowa
W profesji mistrza murarskiego wykształcił się w Meklenburgu, z którego pochodził. W 1860 roku przez kilka miesięcy był zatrudniony w Wiedniu. Następnie pracował w  Osnabrück jako budowniczy miejski. W 1871 r. ubiegał się o stanowisko miejskiego radcy budowlanego w Bydgoszczy. Rozstrzygnięcie konkursu nastąpiło 29 czerwca 1871 r. Spośród 13 kandydatów ubiegających się o objęcie posady, wśród których byli pochodzący z Bydgoszczy budowniczowie: Küntzel i Heyder, został wybrany Heinrich Grüder. Jednak pracę w kolegium magistrackim na stanowisku miejskiego radcy budowlanego rozpoczął dopiero 16 listopada 1871 roku. 
Był prawdopodobnie autorem projektu gmachu Zespołu Szkół Plastycznych przy ul. Konarskiego 2 oraz znajdującej się przy tej ulicy sali gimnastycznej. Poza tym w latach 1872–1876 kierował pracami budowlanymi przy wznoszeniu ewangelickiego Kościoła św. Pawła przy ul. Gdańskiej, zaprojektowanego przez berlińskiego architekta Friedricha Adlera. W 1877 r. zrezygnował z pracy w Bydgoszczy, a 1 października tego roku objął równorzędne stanowisko w Poznaniu. Jego posadę w Bydgoszczy w 1878 r. zajął architekt Wilhelm Lincke.

## Galeria

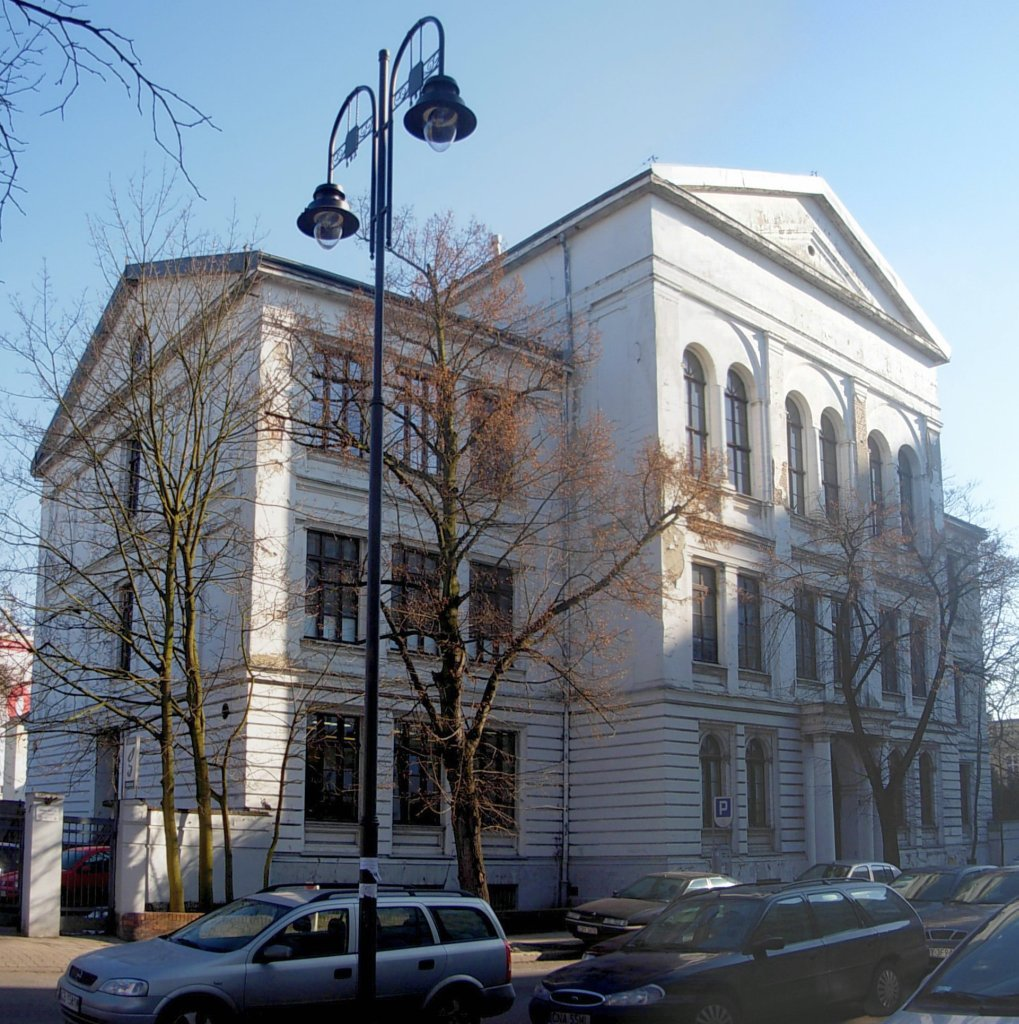
Budynek Zespołu Szkół Plastycznych przy ul. Konarskiego 2 w Bydgoszczy, wzniesiony w latach 1875–1878 r. według projektu H. Grüdera
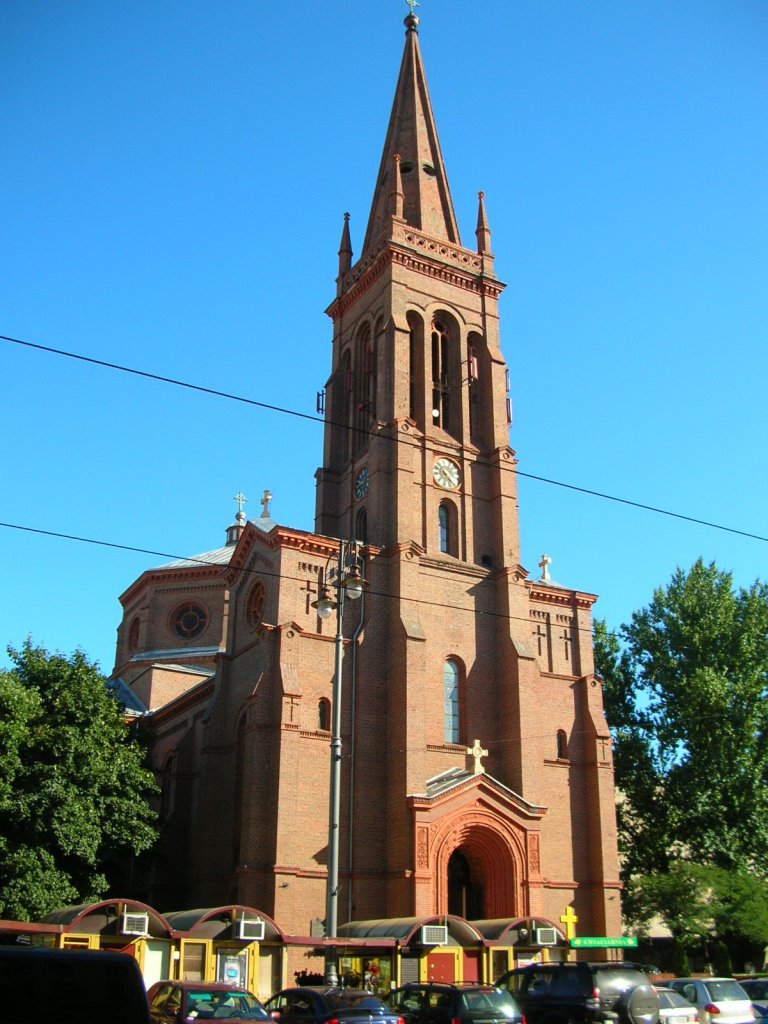
Kościół Świętych Apostołów Piotra i Pawła przy ul. Gdańskiej w Bydgoszczy, wzniesiony w latach 1872–1878 według projektu Friedricha Adlera; budową kierował H. Grüder
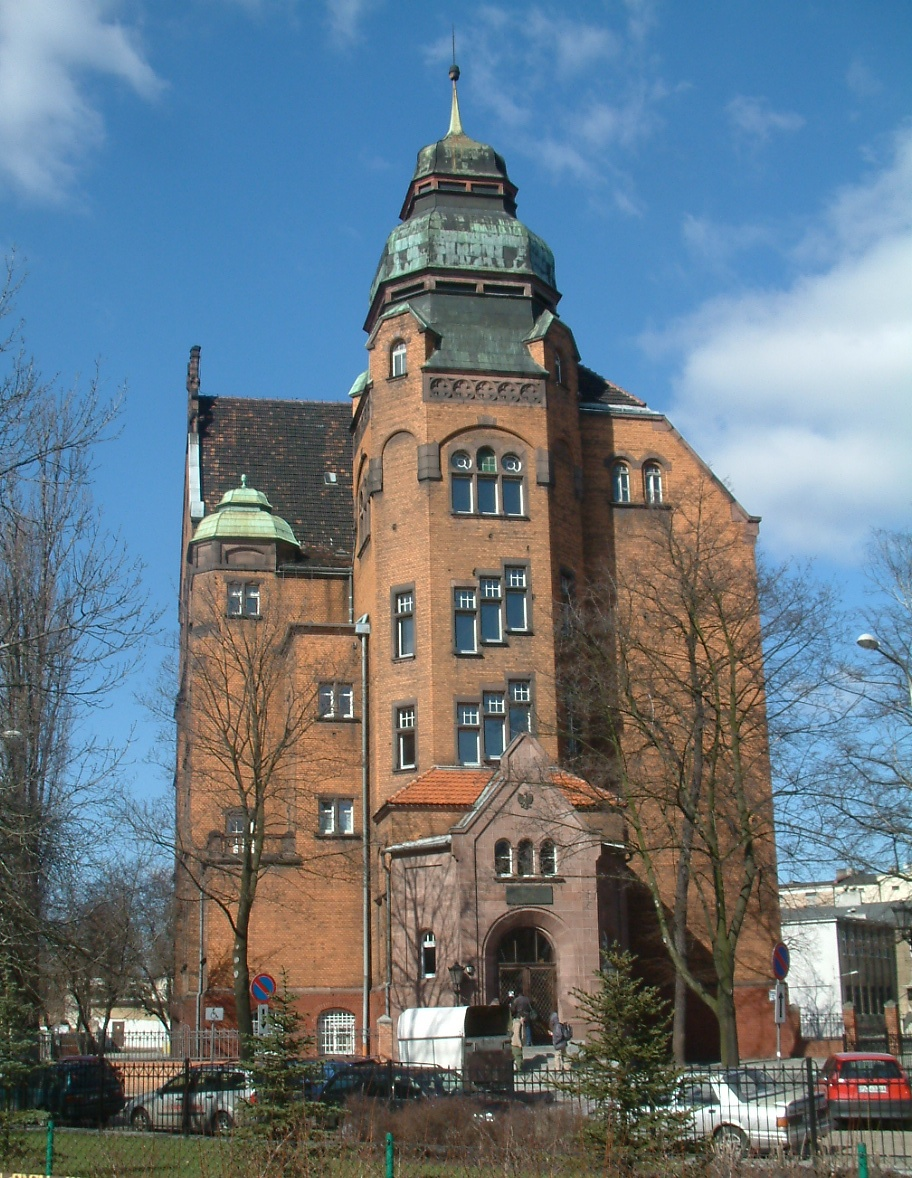
Rektorat Politechniki Poznańskiej na Wildzie w Poznaniu z 1907